# Associazione Calcio Torino 1967-1968
Questa voce raccoglie le informazioni riguardanti l'Associazione Calcio Torino nelle competizioni ufficiali della stagione 1967-1968.

## Stagione
Nella Stagione 1967-1968 il Torino disputa il campionato di Serie A, il primo del dopoguerra a 16 squadre, con 32 punti si piazza in settima posizione. Lo scudetto è stato vinto agevolmente dal Milan che ottiene 46 punti, al secondo posto nettamente staccato il Napoli con 37 punti. Retrocedono in Serie B il Brescia e la Spal con 22 punti ed il Mantova con 17 punti. 
Nel Torino di Edmondo Fabbri brilla la stella del francese Nestor Combin che realizza 13 reti in campionato e 2 in Coppa Italia, trofeo che il Torino vince in questa stagione, per la terza volta, dopo le vittorie nel 1935-1936 e nel 1942-1943, in questa stagione le quattro semifinaliste invece della eliminazione diretta disputano un torneo a quattro squadre con partite di andata e ritorno, che il Torino vince con 9 punti aggiudicandosi il trofeo, davanti al Milan con 7 punti. La sera del 15 ottobre 1967 dopo aver disputato la quarta giornata, Torino-Sampdoria (4-2) il calciatore del Torino Luigi Meroni viene investito e ucciso a Torino in un tragico incidente stradale, una disgrazia che segna indelebilmente la stagione granata.

## Società
- Presidente:
  - Orfeo Pianelli
- Allenatore:
  - Edmondo Fabbri
- Allenatore in seconda:
  - Enzo Bearzot

- Segretario:
  - Giuseppe Bonetto
- Medico sociale:
  - Cesare Cattaneo
- Massaggiatore:
  - Bruno Colla

## Rosa

Nestor Combin

| N. |                   | Ruolo | Calciatore       |
| -- | ----------------- | ----- | ---------------- |
|    | Italia (bandiera) | P     | Franco Sattolo   |
|    | Italia (bandiera) | P     | Lido Vieri       |
|    | Italia (bandiera) | D     | Eddo Carlet      |
|    | Italia (bandiera) | D     | Angelo Cereser   |
|    | Italia (bandiera) | D     | Natalino Fossati |
|    | Italia (bandiera) | D     | Luciano Limena   |
|    | Italia (bandiera) | D     | Fabrizio Poletti |
|    | Italia (bandiera) | D     | Giorgio Puia     |
|    | Italia (bandiera) | D     | Mario Trebbi     |
|    | Italia (bandiera) | C     | Aldo Agroppi     |
|    | Italia (bandiera) | C     | Bruno Bolchi     |

| N. |                      | Ruolo | Calciatore                 |
| -- | -------------------- | ----- | -------------------------- |
|    | Italia (bandiera)    | C     | Renzo Corni                |
|    | Italia (bandiera)    | C     | Sandro Crivelli            |
|    | Italia (bandiera)    | C     | Giorgio Ferrini (capitano) |
|    | Argentina (bandiera) | C     | Rubens Merighi             |
|    | Italia (bandiera)    | C     | Giambattista Moschino      |
|    | Italia (bandiera)    | A     | Enrico Albrigi             |
|    | Italia (bandiera)    | A     | Pietro Baisi               |
|    | Italia (bandiera)    | A     | Alberto Carelli            |
|    | Francia (bandiera)   | A     | Nestor Combin              |
|    | Italia (bandiera)    | A     | Carlo Facchin              |
|    | Italia (bandiera)    | A     | Luigi Meroni †             |

## Calciomercato
| Acquisti | Acquisti          | Acquisti        | Acquisti                  |
| R.       | Nome              | da              | Modalità                  |
| -------- | ----------------- | --------------- | ------------------------- |
| D        | Eddo Carlet       | Vittorio Veneto | definitivo                |
| D        | Umberto Depetrini | Verona          | fine prestito             |
| D        | Giuseppe Unere    | Anconitana      | fine prestito             |
| C        | Aldo Agroppi      | Potenza         | fine prestito             |
| C        | Renzo Corni       | Reggiana        | fine prestito             |
| C        | Sandro Crivelli   | Ivrea           | definitivo                |
| C        | Rubens Merighi    | Modena          | definitivo                |
| A        | Enrico Albrigi    | Catania         | definitivo                |
| A        | Pietro Baisi      | Catania         | definitivo                |
| A        | Alberto Carelli   | Catania         | fine prestito             |
| A        | Paolino Pulici    | Legnano         | definitivo (31.000.000 £) |

| Cessioni | Cessioni          | Cessioni | Cessioni      |
| R.       | Nome              | a        | Modalità      |
| -------- | ----------------- | -------- | ------------- |
| D        | Umberto Depetrini | Livorno  | prestito      |
| D        | Cesare Maldini    |          | fine carriera |
| D        | Giuseppe Unere    | Catania  | prestito      |
| C        | Paolo Pestrin     | Piacenza | definitivo    |
| C        | Ernesto Varnier   | Perugia  | definitivo    |
| C        | Angelo Volpato    | Catania  | definitivo    |
| A        | Giovanni Fanello  | Reggiana | definitivo    |
| A        | Luigi Simoni      | Juventus | definitivo    |

## Risultati

### Serie A

#### Girone di andata
| Arbitro: | Motta (Monza) |

|             |           |  |
| Vinício 44’ | Marcatori |  |

| Arbitro: | Gussoni (Tradate) |

|                                |           |  |
| Meroni 56’ (rig.) Moschino 70’ | Marcatori |  |

| Arbitro: | Carminati (Milano) |

|              |           |            |
| De Sisti 67’ | Marcatori | 7’ Ferrini |

| Arbitro: | Torelli (Milano) |

|                                   |           |                           |
| Combin 12’, 36’, 90’ Moschino 81’ | Marcatori | 29’ Francesconi 42’ Vieri |

| Arbitro: | Francescon (Padova) |

|  |           |                                |
|  | Marcatori | 3’, 7’, 60’ Combin 67’ Carelli |

| Arbitro: | Genel (Trieste) |

|             |           |  |
| Carelli 47’ | Marcatori |  |

| Arbitro: | Pieroni (Roma) |

|                   |           |              |
| Savoldi 3’ (rig.) | Marcatori | 75’ Moschino |

| Torino 12 novembre 1967, ore 14:30 UTC+1 8ª giornata | Torino            | 0 – 0 | Varese | Stadio Comunale (28.157 spett.)\| Arbitro: \| Angonese (Mestre) \| |
| Arbitro:                                             | Angonese (Mestre) |       |        |                                                                    |

| Mantova 26 novembre 1967, ore 14:30 UTC+1 9ª giornata | Mantova          | 0 – 0 | Torino | Stadio Danilo Martelli (10.000 spett.)\| Arbitro: \| Di Tonno (Lecce) \| |
| Arbitro:                                              | Di Tonno (Lecce) |       |        |                                                                          |

| Arbitro: | Lo Bello (Siracusa) |

|  |           |             |
|  | Marcatori | 10’ Clerici |

| Arbitro: | Angonese (Mestre) |

|           |           |  |
| Dotti 85’ | Marcatori |  |

| Arbitro: | Monti (Ancona) |

|                               |           |                             |
| Poletti 25’ (rig.) Combin 53’ | Marcatori | 24’, 44’ Hamrin 36’ Lodetti |

| Arbitro: | Francescon (Padova) |

|                          |           |                               |
| Altafini 57’ Orlando 68’ | Marcatori | 84’ Combin 87’ (aut.) Juliano |

| Arbitro: | Genel (Trieste) |

|                        |           |          |
| Facchin 8’ Fossati 27’ | Marcatori | 77’ Nené |

| Arbitro: | De Marchi (Pordenone) |

|  |           |                        |
|  | Marcatori | 29’ Facchin 58’ Combin |

#### Girone di ritorno
| Arbitro: | Vacchini (Milano) |

|            |           |  |
| Combin 75’ | Marcatori |  |

| Arbitro: | Monti (Ancona) |

|  |           |                                               |
|  | Marcatori | 18’, 85’ Moschino 38’, 76’ Combin 53’ Facchin |

| Arbitro: | Francescon (Padova) |

|  |           |                          |
|  | Marcatori | 25’ Maraschi 51’ Bertini |

| Arbitro: | Motta (Monza) |

|                |           |             |
| Frustalupi 57’ | Marcatori | 17’ Facchin |

| Arbitro: | Genel (Trieste) |

|                         |           |              |
| Facchin 33’ Agroppi 37’ | Marcatori | 13’ De Paoli |

| Ferrara 25 febbraio 1968, ore 15:00 UTC+1 21ª giornata | SPAL              | 0 – 0 | Torino | Stadio Comunale\| Arbitro: \| Angonese (Mestre) \| |
| Arbitro:                                               | Angonese (Mestre) |       |        |                                                    |

| Arbitro: | Possagno (Treviso) |

|                                                 |           |             |
| Poletti 36’ (rig.) Facchin 47’, 76’ Carelli 51’ | Marcatori | 23’ Rigotto |

| Varese 10 marzo 1968, ore 15:00 UTC+1 23ª giornata | Varese              | 0 – 0 | Torino | Stadio Franco Ossola (24.136 spett.)\| Arbitro: \| Lo Bello (Siracusa) \| |
| Arbitro:                                           | Lo Bello (Siracusa) |       |        |                                                                           |

| Arbitro: | D'Agostini (Roma) |

|                                          |           |             |
| Ferrini 14’, 78’ Carelli 28’ Facchin 58’ | Marcatori | 7’ Tomeazzi |

| Arbitro: | Motta (Monza) |

|                   |           |  |
| Turra 5’ Pace 15’ | Marcatori |  |

| Arbitro: | Bernardis (Trieste) |

|                               |           |                                   |
| Poletti 19’ (rig.) Combin 21’ | Marcatori | 26’, 75’ Facchetti 64’ Domenghini |

| Arbitro: | Lo Bello (Siracusa) |

|                           |           |            |
| Lodetti 10’ Angelillo 41’ | Marcatori | 6’ Poletti |

| Arbitro: | D'Agostini (Roma) |

|                    |           |                       |
| Poletti 15’ (rig.) | Marcatori | 62’ Cané 87’ Altafini |

| Arbitro: | Torelli (Milano) |

|                      |           |  |
| Greatti 67’ Riva 72’ | Marcatori |  |

| Arbitro: | Gussoni (Tradate) |

|                                 |           |             |
| Scaratti 44’ (aut.) Agroppi 65’ | Marcatori | 70’ Taccola |

### Coppa Italia
| Arbitro: | Barbaresco (Cormons) |

|                   |           |  |
| Morini 44’ (aut.) | Marcatori |  |

| Arbitro: | Torelli (Milano) |

|          |           |  |
| Puia 75’ | Marcatori |  |

| Catanzaro 13 dicembre 1967, ore 14:30 UTC+1 3º Turno andata | Catanzaro         | 0 – 0 | Torino | Stadio Militare\| Arbitro: \| Gussoni (Tradate) \| |
| Arbitro:                                                    | Gussoni (Tradate) |       |        |                                                    |

| Arbitro: | Bigi (Padova) |

|                        |           |  |
| Baisi 78’ Moschino 90’ | Marcatori |  |

### Girone finale
| Torino 13 giugno 1968, ore 21:15 UTC+2 1ª giornata | Torino           | 0 – 0 | Milan | Stadio Comunale\| Arbitro: \| Sbardella (Roma) \| |
| Arbitro:                                           | Sbardella (Roma) |       |       |                                                   |

| Arbitro: | Genel (Trieste) |

|           |           |                   |
| Turra 63’ | Marcatori | 58’ (aut.) Janich |

| Arbitro: | Toselli (Cormons) |

|                  |           |  |
| Dotti 28’ (aut.) | Marcatori |  |

| Arbitro: | Di Tonno (Lecce) |

|          |           |             |
| Prati 6’ | Marcatori | 86’ Facchin |

| Arbitro: | Francescon (Padova) |

|                                         |           |  |
| Ferrini 10’, 14’ Facchin 44’ Combin 77’ | Marcatori |  |

| Arbitro: | D'Agostini (Roma) |

|  |           |                        |
|  | Marcatori | 17’ Fossati 45’ Combin |

### Coppa Intertoto

#### Fase unica a gironi
| Arbitro: | Lousada |

|                 |           |             |
| Pastor 55’, 85’ | Marcatori | 66’ Agroppi |

| Arbitro: | Loranz |

|                                    |           |             |
| Danielsson 3’ Müller 20’ Groot 33’ | Marcatori | 67’ Facchin |

| Arbitro: | Schiller |

|                                                       |           |                                |
| Facchin 18’, 26’ Fossati 51’ Combin 66’ Mondonico 68’ | Marcatori | 15’ Ufarte 46’ (rig.) Aragonés |

| Arbitro: | Helies |

|             |           |                |
| Ferrini 37’ | Marcatori | 29’ Suurendonk |

## Statistiche

### Statistiche di squadra
| Competizione            | Punti | In casa | In casa | In casa | In casa | In casa | In casa | In trasferta | In trasferta | In trasferta | In trasferta | In trasferta | In trasferta | Totale | Totale | Totale | Totale | Totale | Totale | DR  |
| Competizione            | Punti | G       | V       | N       | P       | Gf      | Gs      | G            | V            | N            | P            | Gf           | Gs           | G      | V      | N      | P      | Gf     | Gs     | DR  |
| ----------------------- | ----- | ------- | ------- | ------- | ------- | ------- | ------- | ------------ | ------------ | ------------ | ------------ | ------------ | ------------ | ------ | ------ | ------ | ------ | ------ | ------ | --- |
| Serie A                 | 32    | 15      | 9       | 1       | 5       | 27      | 15      | 15           | 3            | 7            | 5            | 17           | 16           | 30     | 12     | 8      | 10     | 44     | 31     | +13 |
| Coppa Italia            | -     | 6       | 5       | 1       | 0       | 9       | 0       | 4            | 1            | 3            | 0            | 4            | 2            | 10     | 6      | 4      | 0      | 13     | 2      | +11 |
| Coppa Piano Karl Rappan | 3     | 2       | 1       | 1       | 0       | 6       | 3       | 2            | 0            | 0            | 2            | 2            | 5            | 4      | 1      | 1      | 2      | 8      | 8      | 0   |
| Totale                  | -     | 23      | 15      | 3       | 5       | 42      | 18      | 21           | 4            | 10           | 7            | 23           | 23           | 44     | 19     | 13     | 12     | 65     | 41     | +24 |

### Statistiche dei giocatori
| Giocatore    | Serie A  | Serie A | Coppa Italia | Coppa Italia | Coppa Piano Karl Rappan | Coppa Piano Karl Rappan | Totale   | Totale |
| Giocatore    | Presenze | Reti    | Presenze     | Reti         | Presenze                | Reti                    | Presenze | Reti   |
| ------------ | -------- | ------- | ------------ | ------------ | ----------------------- | ----------------------- | -------- | ------ |
| A. Agroppi   | 25       | 2       | 8            | 0            | 3                       | 1                       | 36       | 3      |
| E. Albrigi   | 1        | 0       | 1            | 0            | 0                       | 0                       | 2        | 0      |
| P. Baisi     | 4        | 0       | 2            | 1            | 1                       | 0                       | 7        | 1      |
| B. Bolchi    | 22       | 0       | 3            | 0            | 1                       | 0                       | 26       | 0      |
| A. Carelli   | 25       | 4       | 6            | 0            | 2                       | 0                       | 33       | 4      |
| E. Carlet    | 1        | 0       | 0            | 0            | 0                       | 0                       | 1        | 0      |
| A. Cereser   | 17       | 0       | 8            | 0            | 4                       | 0                       | 29       | 0      |
| N. Combin    | 27       | 13      | 10           | 2            | 4                       | 1                       | 41       | 16     |
| R. Corni     | 11       | 0       | 4            | 0            | 3                       | 0                       | 18       | 0      |
| S. Crivelli  | 2        | 0       | 0            | 0            | 0                       | 0                       | 2        | 0      |
| C. Facchin   | 25       | 8       | 10           | 2            | 4                       | 3                       | 39       | 13     |
| G. Ferrini   | 28       | 4       | 10           | 2            | 3                       | 1                       | 41       | 7      |
| N. Fossati   | 22       | 1       | 9            | 1            | 3                       | 1                       | 34       | 3      |
| L. Limena    | 0        | 0       | 0            | 0            | 1                       | 0                       | 1        | 0      |
| R. Merighi   | 1        | 0       | 2            | 0            | 0                       | 0                       | 3        | 0      |
| L. Meroni    | 4        | 1       | 1            | 0            | -                       | -                       | 5        | 1      |
| E. Mondonico | -        | -       | -            | -            | 2                       | 1                       | 2        | 1      |
| G. Moschino  | 20       | 4       | 9            | 1            | 2                       | 0                       | 31       | 5      |
| F. Poletti   | 27       | 5       | 4            | 0            | 3                       | 0                       | 34       | 5      |
| G. Puia      | 26       | 0       | 10           | 1            | 4                       | 0                       | 40       | 1      |
| F. Sattolo   | 1        | -1      | 0            | -0           | 2                       | -4                      | 3        | -5     |
| M. Trebbi    | 12       | 0       | 7            | 0            | 3                       | 0                       | 22       | 0      |
| L. Vieri     | 30       | -30     | 10           | -2           | 2                       | -4                      | 42       | -36    |

## Giovanili

### Piazzamenti
- Primavera:
  - Campionato: Vincitore.[2]